# Décès en août 1981
Décès
- 1977
- 1978
- 1979
- 1980
- 1981
- 1982
- 1983
- 1984
- 1985

Pour une information complémentaire, voir la page d'aide.

| Date    | Nom             | Pays                 | Activités                 | Âge | Source |
| ------- | --------------- | -------------------- | ------------------------- | --- | ------ |
| 28 août | Furcie Tirolien | Drapeau de la France | Homme politique français. | 95  |        |